# Медина, Оливерио
Падре Оливерио Медина (исп. Olivério Medina, настоящее имя — Франсиско Антонио Кадена Кольясос (исп. Francisco Antonio Cadena Collazos)) — колумбийский священник-революционер, член секретариата по международным делам Революционных вооружённых сил Колумбии — Армии народа в Бразилии.

## Биография
Стал священником между 1975 и 1983 годами и начал выполнять свои клерикальные обязанности среди молодёжи и крестьян. В 1983 году активно участвовал в мирных переговорах между революционерами и правительством.
В Бразилии неоднократно подвергался арестам и попыткам экстрадиции в Колумбию: в 2001 году (отпущен через 25 суток), в 2005 году, в 2006 году (отпущен в 2007 году).
14 июля 2006 года Национальный комитет по делам беженцев присвоил Оливерио Медине статус политического беженца, а в марте 2007 года правомочность этого решения было подтверждена Верховным судом.